# V・ラマスワミ・エイヤール

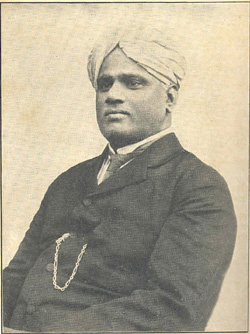
V・ラマスワミ・エイヤール

V・ラマスワミ・エイヤール（タミル語: வி. ராமசுவாமி ஐயர்、英: V. Ramaswamy Aiyar、1871年8月4日 - 1936年1月22日
）は、マドラス地方の公務員。 1907年、友人グループとともにインド数学会を創立し、1910年まで初代秘書を、1926年から1930年まで会長を務めた。

## 生い立ちと功績
1871年8月4日、コーヤンブットゥール区のサシヤマンガラムの母方の祖母の家で生まれた。コーヤンブットゥールの大学でF.A.、マドラス管区大学でB.A.及びM.A.を獲得した。学生時代、エイヤールはクリケットと体操を興じた。管区大学在学中、Educational Times などの数学雑誌に頻繁に寄稿した。Educational Times の編集者はエイヤールを大学教授だと誤解して"Professor Ramaswami"（ラマスワミ教授）と呼んでいた。エイヤールは生涯の間この非公式な称号で呼ばれた。M.A.の学位を取得した後、短期間ベンガルール中央大学で働き、マイスール・マハーラージャの大学のウィアー（Weir）学長の数学科修士課程の仕事の補佐を任された。1898年、マドラスの公務員に就職した。 試用期間の後、1901年にDeputy Collector に指名された。1926年、公務員職を辞めた。1936年1月22日、 脳内出血で没した。

## インド数学会
1906年、グーティーでDeputy Collectorを勤めていたとき、エイヤールは数学の研究施設の確保のため Analytic Club と呼ばれた協会を設立した。1907年4月4日、マドラスの新聞にインド数学会の設立を報道した。設立当初の会員は20人であった。会の本拠地にはプネーが選ばれた。エイヤールは秘書として活躍し、学会雑誌と図書館を創設した。 1910年学会委員会を去ったものの、学会の活動には参加し続けた。1926年、学会長に選ばれ、1930年まで職務を全うした。

## ラマヌジャンの後援
1910年、ティルコイルアーで公務員職を勤めていた際、エイヤールはシュリニヴァーサ・ラマヌジャンに、後援者になってオフィスに雇うように頼まれた。ラマヌジャンの能力を判断する唯一の材料は彼のNotebooksであった。これは現在マドラス大学図書館に保存されている。Notebooks の内容を調べ、エイヤールはその並はずれた結果に心を打たれ、ラマヌジャンをマドラスの数学仲間に紹介した。ラマヌジャンの初期の作品は、エイヤールの助けもあって、インド数学会の雑誌 Journal of Indian Mathematical Society に収められている。

## エイヤールの定理
エイヤールは初等幾何学の分野でも多くの結果を残している。次の定理はエイヤールの定理（Aiyar's theorem）と呼ばれる。
平面上に△ABCと直線lを用意する。lに対するA, B, Cの垂線の足をそれぞれD, E, Fとする。それぞれBC, CA, ABの中点を中心とし、(E, F), (F, D), (D, E)を通る円の根円を直極円（Orthopolar circle）という。ある内接円錐曲線Γと共焦点な円錐曲線Γ'を作る。Γ'の接線の直極円はΓ, Γ'の連合準円に直交する。